# Резолуција Савета безбедности УН 1244
Резолуција Савета безбедности Уједињених нација 1244, усвојена је 10. јуна 1999, након опозива резолуција 1160 (1998), 1199 (1998), 1203 (1998) и 1239 (1999), којом је одобрено међународно војно и цивилно присуство у Савезној Републици Југославији (СРЈ) и успостављање Мисије привремене управе Уједињених нација на Косову и Метохији (УНМИК). Уследила је након сагласности председника СРЈ Слободана Милошевића на услове које су предложили председник Републике Финске Марти Ахтисари и председник Владе Руске Федерације Виктор Черномирдин, који подразумевају повлачење свих југословенских државних снага безбедности са Косова и Метохије (анекс 2).
Усвојена је са 14 гласова за и ниједним против. Кина је остала уздржана због критиковања НАТО бомбардовања Југославије, нарочито због бомбардовања њене амбасаде. Залагала се да сукоб треба да реше Савезна влада СРЈ и њен народ, те се противила спољној интервенцији. Међутим, како је СРЈ прихватила мировни предлог, Кина није искористила право вета.
У фебруару 2008. група Албанаца, под називом „демократски одабране вође наших људи”, једнострано је донела Декларацију о независности Косова на скупу у сали Скупштине Косова и тиме основала Републику Косово. Декларација крши Устав Србије и Резолуцију 1244, стога се према међународном праву сматра нелегалном. Међутим, бројне дужности за које је према Резолуцији 1244 задужена УНМИК преузеле су институције Републике Косово, коју је признало 88 од укупно 193 државе чланице УН.

## Резолуција

### Запажања
У преамбули Резолуције 1244, Савет безбедности је изразио жаљење због непоштовања са претходним резолуцијама. Одлучено је да се реши озбиљна хуманитарна ситуације и жеља да се све избеглице безбедно врате. Осуђује се насиље над цивилним становништвом, као и терористички акти, а подсећа на надлежност и мандат Међународног кривичног суда за бившу Југославију (МКСЈ). Такође подсећа на суверенитет и територијални интегритет СРЈ и других држава у региону и потврђује позив за широку аутономију и суштинску самоуправу за Косово и Метохију.

### Акти
Резолуција је усвојена у складу са поглављем VII Повеље Уједињених нација.
Савет безбедности је одлучио да се решење косовско-метохијске кризе заснива на договореним принципима садржаним у анексима Резолуције. Поздравља се СРЈ због прихватања принципа и других елемената потребних за њихово спровођење. У исто време, Савет тражи од СРЈ да прекине са прогоном на Косову и Метохији и отпочне постепено повлачење. Након повлачења, мањем броју припадника војске и полиције биће омогућен повратак, уколико добију одобрење међународних војних снага, како би спровеле функције садржане у анексу 2 Резолуције.
Резолуцијом је одобрено међународно цивилно и војно присуство на Косову и Метохији. Од генералног секретара УН је затражено да именује специјалног представника који би координисао спровођењем међународног присуства. Савет је овластио земље и међународне организације како би се успоставило присуство снага безбедности, потврђујући потребу за непосредним ангажовањем међународног цивилног и војног присуства. Одговорност међународних безбедносних снага је, између осталог, одвраћање од нових непријатељстава, надгледање повлачења СРЈ, демилитаризацију Ослободилачке војске Косова и других албанских формације, као и обезбеђивање окружења у које се могу вратити избеглице.
Генерални секретар је добио овлашћење да успостави међународно цивилно присуство на Косову и Метохији, како би се омогућио рад привремене управе на Косову и Метохији — до решења коначног статуса — кроз успостављање привремених институција самоуправе. Главне одговорности међународног присуства чине и промоција аутономије за Косово и Метохију, вршење цивилних управних функција, надгледање развоја институција, одржавање избора, одржавање реда и мира, заштита људских права и сигуран повратак избеглица.
Савет је нагласио потребу за обезбеђивањем хуманитарне помоћи и подстицао све државе и међународне организације да допринесу привредном и друштвеном опоравку. Све стране, укључујући и међународно присуство, морале су сарађивати са МКСЈ. То је значило да се од оружаних албанских формације захтева да окончају своје нападе.
Одлучено је да се међународна цивилна и безбедносна присуства успоставе за почетни период од 12 месеци, док је од генералног секретара затражено да обавештава Савет о дешавањима. Неуобичајено за мировне мисије УН, ова је требало да се настави након почетног периода од 12 месеци осим ако Савет безбедности не одреди другачије.

### Преглед
У првом ставу Резолуције се позива на сврху и начела Повеље УН и првенствену одговорност Савета безбедности за очување међународног мира и безбедности.
У другом ставу Резолуција 1244 се позива на раније резолуције Савета безбедности и то:
Резолуцију бр. 1160 од 31. марта 1998. године;
Резолуцију бр. 1199 од 23. септембра 1998. године;
Резолуцију бр. 1203 од 24. октобра 1998 и
Резолуцију бр. 1239 од 14. маја 1999. године
којима се СРЈ признају пуни суверенитет и територијални интегритет рачунајући и територију Косова и Метохије.
Главни циљеви Резолуције 1244 су:
- Смештање Косова и Метохије под привремену управу УН (тренутно ту дужност обавља УНМИК), док је Србији остављена могућност да врати своје институције када се за то буду стекли услови;
- Овлашћене мировне снаге којима предводи НАТО (КФОР);
- Управљање УНМИК да успостави привремене институције самоуправе;
- Потврда територијалног интегритета СРЈ (данас Србије);
- Овлашћивање УН да покрене политички процес како би се установио будући статус Косова и Метохије (овај процес је почео крајем 2005).

У резолуцији исто тако стоји да ће одређеном броју српског особља бити дозвољено да се врате и да одржавају присуство на:
1. српским историјским локалитетима
2. административним прелазима[5]